# John Arman
John Howard Arman (* 1986 in Innsbruck) ist ein in Österreich wirkender britischer Jazzmusiker (Gitarre) und Komponist.

## Werdegang
Arman kam 1986 als Sohn der Sängerin Stella Arman (Bevan Family Choir) und des Chor- und Orchesterleiters Howard Arman in Innsbruck zur Welt. Seine Geschwister sind Florence Arman und Sebastian Arman (Decco). Seit 1990 lernte er klassische Gitarre am Tiroler Landeskonservatorium, 1993 wechselte er zum Jazz; er studierte auch am Gustav Mahler Konservatorium. Später studierte er an der Royal Academy of Music in London. Unterricht erhielt er unter anderem von Pat Martino, Dave Douglas und Dave Stryker. Während seines Studiums ging er mit Richie Beirach auf Tournee.
Seitdem hat Arman unter anderem mit Vincent Herring, Jeremy Pelt, Joris Dudli, Harry Sokal und Jesse Davis zusammengearbeitet. Er hat auch mit seinem Vater gearbeitet, etwa an zeitgenössischen Opern.
Arman nahm als Sideman mit verschiedenen Gruppen auf und leitete darüber hinaus das Orgeltrio John Arman Organ Trio, mit dem er 2016 sein Debütalbum veröffentlichte. Mit diesem Trio spielte er auch zusammen mit dem Luzerner Sinfonieorchester im Luzerner Theater. Zum Ensemble seines Albums Fingerstylin’ (2020) gehören Johannes Enders, Flip Philipp, Renato Chicco und Christian Salfellner.
Arman lebt in Wien und unterrichtet Gitarre am Musikum Salzburg sowie am Tiroler Landeskonservatorium.

## Diskografie
- 2016: Organ Trio (mit Christian Wegscheider & Wolfi Rainer; Session Work Records)
- 2020: Fingerstylin’ (Alessa Records)